# Sandro Mazzola
Alessandro "Sandro" Mazzola (Turim, 8 de novembro de 1942) é um ex-futebolista italiano que jogou como meio-campista ou atacante. Atualmente trabalha como analista e comentarista de futebol no canal de televisão italiano RAI. Presente na seleção italiana vice-campeã da Copa do Mundo FIFA de 1970, também é lembrado como filho do craque Valentino Mazzola, líder do Grande Torino da década de 1940. Sandro, por sua vez, destacou-se na Grande Inter da década de 1960. Defendeu apenas o clube de Milão em toda a carreira de dezoito anos, sendo considerado um dos cinco principais jogadores da história interista, e um dos trinta maiores jogadores do campeonato italiano.
Ele é amplamente considerado como um dos melhores jogadores do futebol italianos e como um dos melhores jogadores de sua geração, devido à sua velocidade, criatividade e habilidades técnicas; ele ficou na segunda colocação do Ballon d'Or de 1971. Com a Internazionale, ganhou quatro títulos da Serie A (1963, 1965, 1966 e 1971), duas Ligas dos Campeões da UEFA (1964 e 1965) e dois Mundiais Interclubes (1964 e 1965). Obteve também o prêmio de artilheiro da Serie A durante a temporada de 1964- 65, na qual também chegou à final da Copa da Itália. Com a seleção italiana, Mazzola também venceu a Eurocopa 1968. Além do vice mundial em 1970, também participou da Copa do Mundo FIFA de 1974.
Sandro Mazzola teve uma carreira marcada pelo grande peso do seu ilustre sobrenome e sob a constante sombra do pai, mas a avaliação é de que conseguiu honra-lo. Escutou tal opinião da estrela Ferenc Puskás, após marcar dois gols que fizeram a Inter vencer o Real Madrid e tornar-se pela primeira vez campeã europeia, em 1964: "garoto, eu joguei contra o seu pai e você o deixaria orgulhoso. Pegue minha camisa".

## Biografia
Filho de Valentino Mazzola, um dos maiores craques italianos que já existiu, morto juntamente com todo o grande time do Torino dos anos 40 na Tragédia de Superga, no ano de 1949. Sandro tinha sete anos incompletos quando o pai morreu.

## Carreira

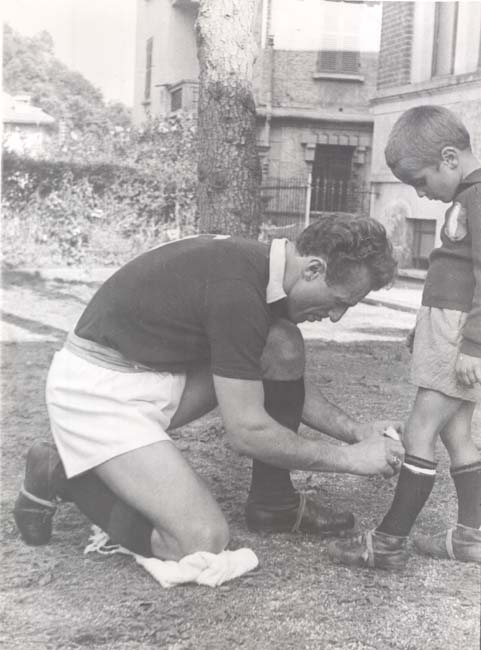
Um jovem Sandro Mazzola, com seu pai Valentino em 1949.

Embora seu pai Valentino tenha jogado no Torino, Sandro Mazzola e seu irmão Ferruccio assinaram com o Internazionale. Ao contrário de seu irmão mais novo, Sandro Mazzola passou sua carreira inteira com a Inter, jogando 417 jogos e fazendo 116 gols na Serie A. 
Ele fez sua estréia na Serie A sob o comando de Helenio Herrera durante a temporada 1960-61, juntamente com muitos outros jovens jogadores, contra a Juventus em 10 de junho de 1961, marcando o único gol de sua equipe em uma derrota por 9-1; Esta foi a sua única partida na temporada. 
Herrera foi contratado pela Inter um ano antes, vindo do Barcelona, junto com ele veio o meio-campo Luis Suárez. A Inter de Herrera também contou com Tarcisio Burgnich e Giacinto Facchetti, brasileiro Jair da Costa, Mario Corso como extremo esquerdo, Armando Picchi como meio-campo central e Mazzola, que eventualmente jogou na posição de extremo direito. Juntos, eles transformariam o clube na melhor equipe da Itália, Europa e do mundo nos anos 60. Essa equipe passou a ser conhecida como "La Grande Inter". Eles eram conhecidos por suas infames táticas de "catenaccio" defensivas e capacidade de marcar em ataques rápidos e repentinos. 
Mazzola ganhou quatro títulos da Serie A com a Inter, incluindo dois títulos consecutivos em 1965 e 1966, terminando como artilheiro da liga na temporada anterior, com 17 gols.
Em 1964, Mazzola marcou duas vezes para ajudar o Inter a vencer o Real Madrid na final da Liga dos Campeões de 1964. Ele terminou o torneio como artilheiro com sete gols. A Inter ganhou o título europeu novamente na temporada seguinte batendo o Benfica no final. 
A Inter foi eliminado nas semi-finais da Liga dos Campeões durante a temporada de 1965-66 pelos eventuais campeões Real Madrid. Já na temporada 1966-67, a Inter chegou à sua terceira final da Liga dos Campeões, mas perdeu por 2-1 para o Celtic, Mazzola fez o gol da Inter em um pênalti. Mazzola também ganhou duas Copas Intercontinentais consecutivas com a Inter em 1964 e 1965 e chegou à final da Coppa Italia de 1964-65.
Ele chegou a mais uma final da Liga dos Campeões com a Inter em 1972, mas perdeu por 2-0 para o Ajax.
Em 1971, após o seu último título da Serie A e suas performances na Europa, ele ficou em segundo no Ballon d'Or, atrás de Johan Cruyff. Este foi o mais próximo que ele chegou a ganhar o Prêmio e a primeira vez que ele foi selecionado como finalista.
Mazzola se aposentou do futebol profissional no verão de 1977, tendo sido capitão da Inter desde 1970 até sua aposentadoria.

## Seleção

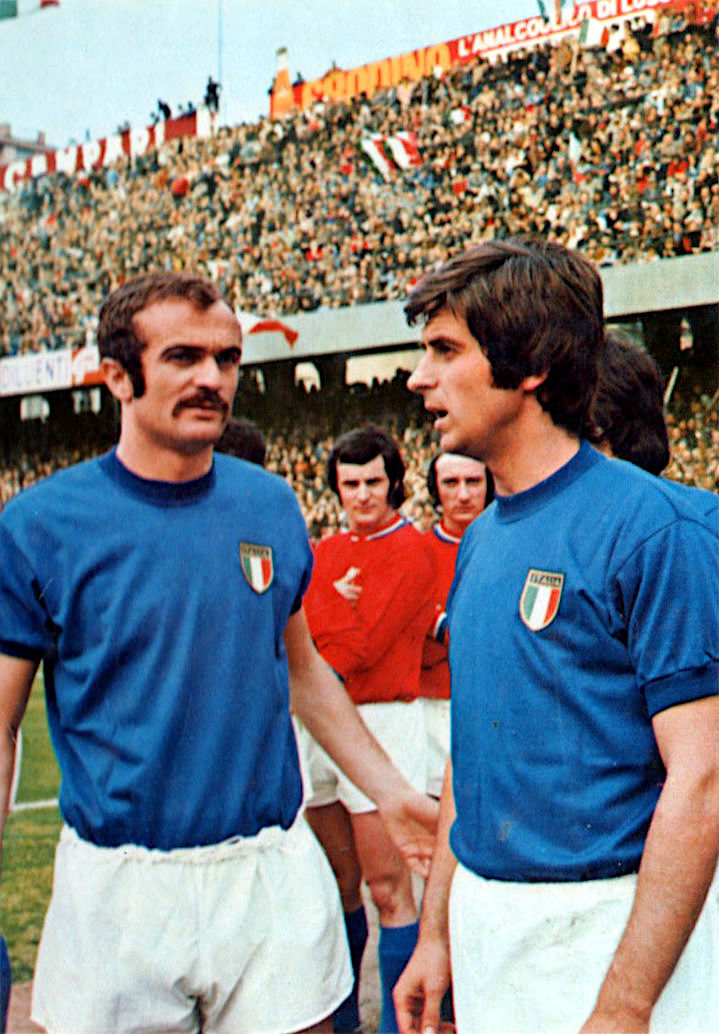
Mazzola jogando na Itália ao lado de Gianni Rivera.

Mazzola jogou 70 vezes para a Itália entre 1963 e 1974, marcando 22 gols. Sua estréia foi contra o Brasil em 12 de maio de 1963, quando ele tinha apenas 20 anos. Mazzola jogou mais tarde para o seu país na Copa do Mundo de 1966 sob o comando de Edmondo Fabbri, jogando as três partidas do grupo da Itália e marcando na vitória de 2 x 0 sobre o Chile, a Itália foi eliminada na primeira rodada;
Depois, ele participou das próximas duas edições do torneio com a Itália. Sua maior conquista, na Itália, foi quando a Itália venceu o Campeonato da Europa de 1968 em casa, sob o comando de Ferruccio Valcareggi. Mazzola foi nomeado como membro da equipe do torneio por suas atuações.
Dois anos depois, no entanto, embora a Itália tenha chegado à Copa do Mundo no México como campeões europeus, houve muita turbulência dentro da equipe, já que o treinador da seleção italiana, Valcareggi, acreditava que Mazzola não poderia jogar ao lado de Gianni Rivera, que jogava em uma posição similar no Milan. 
Mazzola foi, portanto, escolhido para começar nas três partidas da primeira fase da Itália, devido ao seu maior atletismo e taxa de trabalho. Os italianos tiveram dificuldade em marcar durante a fase de grupos e Mazzola lutou para se recuperar depois de terem sofrido uma gripe estomacal, Valcareggi desenvolveu uma solução controversa para a segunda rodada do torneio, que ele chamou de "staffetta", para jogar ambos os jogadores.  
Mazzola, que era mais rápido, mais forte, mais apto, e que tinha a inteligência tática superior, começaria jogando, enquanto Rivera entraria no intervalo, uma vez que os jogadores adversários começavam a se cansar. Isso permitiria ao criador mais criativo, Rivera, ter mais tempo com a bola para ditar o ritmo do time. 
Com esta estratégia, a Itália derrotou o México nas quartas-de-final e subsequentemente a Alemanha Ocidental em tempo extra nas semi-finais para chegar à final da Copa do Mundo pela primeira vez em 32 anos, na qual a Itália enfrentou o Brasil, liderado por Pelé. 
A partida foi marcada como a batalha entre o futebol ofensivo e o defensivo, Valcareggi abandonou sua política de equipe e decidiu usar apenas Mazzola até o final da partida, devido ao estado físico precário de vários de seus jogadores após a vitória contra a Alemanha na prorrogação. Rivera finalmente entrou no jogo com apenas seis minutos restantes, substituindo Roberto Boninsegna, com o Brasil liderando por 3-1. Duas das maiores estrelas técnicas da Itália foram finalmente unidas no campo, onde muitas pessoas acreditavam que deveriam ter sido o tempo todo, mas era tarde demais; O Brasil venceu o jogo por 4 a 1 para conquistar o título da Copa do Mundo.
Quatro anos depois, Valcareggi finalmente usou os dois jogadores juntos na Copa do Mundo de 1974, mas o lado italiano em envelhecimento foi subavaliado e foi eliminado na primeira fase do torneio.

## Aposentadoria
Depois de se aposentar, Mazzola ocupou um cargo executivo na Inter, entre 1977 e 1984, depois no Genoa. 
De 1995 a 1999, ele voltou a trabalhar no Inter como diretor esportivo, antes de ser substituído pelo ex-jogador e companheiro de equipe Gabriele Oriali. De 2000 a 2003, trabalhou como diretor esportivo de Torino.

## Comentarista
Mazzola é atualmente comentarista da Rai Sport. Ele foi o comentarista das finais da Copa do Mundo de 1982 ao lado de Luigi Colombo para Telemontecarlo e da final da Copa do Mundo de 2006 ao lado de Marco Civoli para a RAI, ambos vencidos pela Itália.

## Estilo de Jogo
Mazzola é amplamente lembrado como um dos melhores jogadores italianos de futebol de todos os tempos. Ele era um jogador rápido, talentoso, hábil, energético, tácticamente inteligente e versátil, ele era capaz de jogar em várias posições no ataque. 
Conhecido pelo seu atletismo, taxa de trabalho defensiva e habilidade acrobática no ar, ele jogou inicialmente como meio-campista central em sua juventude, mas foi usado principalmente como um extremo direito sob o comando de Herrera, um papel em que ele se estabeleceu como um dos melhores jogadores do mundo em sua posição; 
Quando ele perdeu uma parte de sua velocidade e mobilidade, ele geralmente foi implantado em um papel mais criativo como meio-campista central.

## Títulos
Itália
- Campeonato Europeu: 1968

Internazionale
- Copa Intercontinental: 1964, 1965
- Liga dos Campeões da UEFA: 1963–64, 1964–65
- Serie A: 1962–63, 1964–65, 1965–66, 1970–71

### Prêmios individuais
- FIFA XI: 1967 [carece de fontes?]
- Ballon d'Or (2º lugar): 1971 [carece de fontes?]
- Hall of Fame do futebol italiano : 2014 [5]
- IFFHS ALL TIME DREAM TEAMS ITALY[6]

### Artilharias
- Serie A de 1964–65 (17 gols)[7]
- Taça dos Clubes Campeões Europeus de 1963–64 (7 gols)[carece de fontes?]

## Referência
1. 1 2 3  BONSANTI, Bruno (8 de novembro de 2017). «Os Sandro Mazzola, 75 anos: filho do Grande Torino, estrela da Grande Inter». Trivela. Consultado em 6 de fevereiro de 2019
2. ↑  OLIVEIRA, Nelson (julho de 2014). «Os 10 maiores jogadores da história da Inter». Calciopedia. Consultado em 6 de fevereiro de 2019
3. 1 2  MOREIRA, Braitner (agosto de 2016). «Top 100 Serie A: 30-21». Calciopedia. Consultado em 6 de fevereiro de 2019
4. 1 2  ANTONELLI, Rodrigo (abril de 2010). «Sandro Mazzola fez valer o dito 'filho de peixe, peixinho é'». Calciopedia. Consultado em 6 de fevereiro de 2019
5. ↑  «Hall of fame, 10 new entry: con Vialli e Mancini anche Facchetti e Ronaldo». La Gazzetta dello Sport - Tutto il rosa della vita (em italiano)
6. ↑  «IFFHS MEN'S ALL TIME ITALY DREAM TEAM - 100». Consultado em 21 de dezembro de 2024
7. ↑  «Storie di Calcio | Storie di Calcio». Storie di Calcio (em italiano). Consultado em 7 de dezembro de 2017